# Gnathophyllidae
Gnathophyllidae Dana, 1852 è una famiglia di crostacei decapodi.

## Tassonomia
Comprende 5 generi:
- Gnathophylleptum d'Udekem d'Acoz, 2001
- Gnathophylloides Schmitt, 1933
- Gnathophyllum Latreille, 1819
- Levicaris Bruce, 1973
- Pycnocaris Bruce, 1972